# Darwinneon crypticus
Genre
Espèce
Darwinneon crypticus, unique représentant du genre Darwinneon, est une espèce d'araignées aranéomorphes de la famille des Salticidae.

## Distribution
Cette espèce est endémique des îles Galápagos en Équateur.

## Description
La femelle holotype mesure 1,72 mm.

## Étymologie
Ce genre est nommé en l'honneur de Charles Darwin.

## Publication originale
- Cutler, 1971 : Darwinneon crypticus, a new genus and species of jumping spider from the Galápagos Islands (Araneae: Salticidae). Proceedings of the California Academy of Sciences, sér. 4, vol. 37, p. 509-513 (texte intégral).